# Салангана різдвянська
Саланга́на різдвянська (Collocalia natalis) — вид серпокрильцеподібних птахів родини серпокрильцевих (Apodidae). Ендемік острова Різдва. Раніше вважався конспецифічним з білочеревою саланганою або із зеленкуватою салаганою, однак був визнаний окремим видом.

## Опис
Довжина птаха становить 9-11 см. Верхня частина тіла переважно синювато-чорна або зеленувато-чорна, блискуча, нижня частина тіла темно-сіра, живіт і гузка білі.

## Поширення і екологія
Різдвянські салангани є ендеміками острова Різдва. Їх можна побачити в польоті над тропічним лісом, який покриває близько 75% площі острова, а також в інших природних середовищах. Птахи живляться комахами, яких ловлять в польоті, зокрема тілаючими мурахами. Гніздяться в печерах. Гніздо чашоподібне, робиться з висушених пальмових волокон і лишайників, прикріплюється до стіни печери за допомогою слини. 